# Lista de monarcas da Dinamarca

O brasão de armas da Dinamarca

O reino unificado da Dinamarca foi fundado pelos reis viquingues Gormo e Haroldo I no século X, fazendo da monarquia dinamarquesa a mais antiga da Europa junto com a da Inglaterra. Originalmente uma monarquia eletiva, ela passou a ser hereditária apenas no século XVII durante o reinado de Frederico III. Uma decisiva transição para uma monarquia constitucional ocorreu em 1849 com a aprovação da primeira constituição do país. A atual casa real dinamarquesa é um ramo da Casa de Eslésvico-Holsácia-Sonderburgo-Glucksburgo, originalmente de Eslésvico-Holsácia na Alemanha, sendo também a atual casa real da família real norueguesa e da deposta família real grega. Ao ascender em 1972, a rainha Margarida II tornou-se a primeira soberana mulher da Dinamarca desde Margarida I durante a União de Calmar entre 1375 e 1412.

## Reis da Dinamarca

### Dinastia de Knýtlinga
| Nome                                                   | Retrato                                 | Nascimento                                                     | Casamento(s)                         | Morte                          |
| ------------------------------------------------------ | --------------------------------------- | -------------------------------------------------------------- | ------------------------------------ | ------------------------------ |
| Gormo 940 – 958                                        |                                         | c. 900 filho de Canuto I                                       | Tira Dannebod 4 filhos               | 958 58 anos                    |
| Haroldo I 958 – 1 de novembro de 986                   |                                         | c. 925 filho de Gormo e Tira Dannebod                          | Grunilda da Suécia c. 950 4/6 filhos | 1 de novembro de 986 61 anos   |
| Haroldo I 958 – 1 de novembro de 986                   | Tova de Obotrites c. 970 sem filhos     | c. 925 filho de Gormo e Tira Dannebod                          |                                      | 1 de novembro de 986 61 anos   |
| Sueno I 1 de novembro 986 – 3 de fevereiro de 1014     |                                         | 963 filho de Haroldo I e Grunhilda da Suécia                   | Grundilda de Wenden c. 990 7 filhos  | 3 de fevereiro de 1014 50 anos |
| Sueno I 1 de novembro 986 – 3 de fevereiro de 1014     | Sigride, a Orgulhosa c. 1000 1 filha    | 963 filho de Haroldo I e Grunhilda da Suécia                   |                                      | 3 de fevereiro de 1014 50 anos |
| Haroldo II 3 de fevereiro de 1014 – 1018               |                                         | nascimento desconhecido filho de Sueno I e Grundilda de Wenden | Desconhecido                         | 1018                           |
| Canuto II 1018 – 12 de novembro de 1035                |                                         | c. 995 filho de Sueno I e Grunhilda de Wenden                  | Aelfgifu de Northampton 2 filhos     | 12 de novembro de 1035 40 anos |
| Canuto II 1018 – 12 de novembro de 1035                | Ema da Normandia julho de 1017 2 filhos | c. 995 filho de Sueno I e Grunhilda de Wenden                  |                                      | 12 de novembro de 1035 40 anos |
| Canuto III 12 de novembro de 1035 – 8 de junho de 1042 |                                         | c. 1018 filho de Canuto II e Ema da Normandia                  | não se casou                         | 8 de junho de 1042 24 anos     |

### Dinastia de Fairhair
| Nome                                             | Retrato | Nascimento                                               | Casamento    | Morte                         |
| ------------------------------------------------ | ------- | -------------------------------------------------------- | ------------ | ----------------------------- |
| Magno 8 de julho de 1042 – 25 de outubro de 1047 |         | c. 1024 filho ilegítimo de Olavo II da Noruega e Alfhild | Não se casou | 25 de outubro de 1047 23 anos |

### Dinastia de Estridsen
| Nome                                                     | Retrato                                               | Nascimento                                                                     | Casamento(s)                                         | Morte                          |
| -------------------------------------------------------- | ----------------------------------------------------- | ------------------------------------------------------------------------------ | ---------------------------------------------------- | ------------------------------ |
| Sueno II 25 de outubro de 1047 – 28 de abril de 1076     |                                                       | c. 1019 filho de Ulf Torgilsson e Astrid Svendsdatter                          | Guda da Suécia c. 1048 sem filhos                    | 28 de abril de 1076 57/58 anos |
| Sueno II 25 de outubro de 1047 – 28 de abril de 1076     | Gunnhildr Sveinsdóttir c. 1050 1 filho                | c. 1019 filho de Ulf Torgilsson e Astrid Svendsdatter                          |                                                      | 28 de abril de 1076 57/58 anos |
| Haroldo III 28 de abril de 1076 – 17 de abril de 1080    |                                                       | c. 1040 filho ilegítimo de Sueno II                                            | Margarida Hasbjörnsdatter sem filhos                 | 17 de abril de 1080 40 anos    |
| Canuto IV 17 de abril de 1080 – 10 de julho de 1086      |                                                       | c. 1042 filho ilegítimo de Sueno II                                            | Adélia de Flandres c. 1080 3 filhos                  | 10 de julho de 1086 44 anos    |
| Olavo I 10 de julho de 1086 – 10 de agosto de 1095       |                                                       | c. 1050 filho ilegítimo de Sueno II                                            | Ingegerda da Noruega c. 1070 1 filha                 | 10 de agosto de 1095 45 anos   |
| Érico I 10 de agosto de 1095 – 10 de julho de 1103       |                                                       | c. 1060 filho ilegítimo de Sueno II                                            | Bodil Thrugotsdatter c. 1086 1 filho                 | 10 de julho de 1103 43 anos    |
| Nicolau 10 de julho de 1103 – 25 de julho de 1134        |                                                       | c. 1065 filho ilegítimo de Sueno II                                            | Margarida da Suécia c. 1105 2 filhos                 | 25 de julho de 1134 69 anos    |
| Nicolau 10 de julho de 1103 – 25 de julho de 1134        | Ulvhild Håkonsdotter c. 1130 sem filhos               | c. 1065 filho ilegítimo de Sueno II                                            |                                                      | 25 de julho de 1134 69 anos    |
| Érico II 25 de julho de 1134 – 18 de julho de 1137       |                                                       | c. 1090 filho ilegítimo de Érico I                                             | Malmfred de Kiev c. 1130 sem filhos                  | 18 de julho de 1137 47 anos    |
| Érico III 18 de julho de 1137 – agosto de 1146 (abdicou) |                                                       | c. 1120 filho de Hakon Sunnivasson e Ragnhild da Dinamarca                     | Ludgarda de Salzwedel c. 1144 sem descendência       | 27 de agosto de 1146 26 anos   |
| Sueno III 1146 – 23 de outubro de 1157                   |                                                       | c. 1125 filho ilegítimo de Érico II                                            | Adélia de Meissen c. 1152 2 filhos                   | 23 de outubro de 1157 32 anos  |
| Canuto V 1146 – 9 de agosto de 1157                      |                                                       | c. 1129 filho de Magno I da Suécia e Riquissa da Polônia                       | Helena da Suécia c. 1156 sem filhos                  | 9 de agosto de 1157 28 anos    |
| Valdemar I 1146 – 12 de maio de 1182                     |                                                       | 14 de janeiro de 1131 filho de Canuto Lavard e Ingeborg de Kiev                | Sofia de Minsk c. 1157 8 filhos                      | 12 de maio de 1182 51 anos     |
| Canuto VI 12 de maio de 1182 – 12 de novembro de 1202    |                                                       | c. 1163 filho de Valdemar I e Sofia de Minsk                                   | Gertrudes da Baviera fevereiro de 1177 sem filhos    | 12 de novembro de 1202 39 anos |
| Valdemar II 12 de novembro de 1202 – 28 de março de 1241 |                                                       | 9 de maio/28 de junho de 1270 filho de Valdemar I e Sofia de Minsk             | Margarida-Dagmar da Boémia c. 1205 1 filho           | 28 de março de 1241 70/71 anos |
| Valdemar II 12 de novembro de 1202 – 28 de março de 1241 | Berengária de Portugal 18/24 de maio de 1214 4 filhos | 9 de maio/28 de junho de 1270 filho de Valdemar I e Sofia de Minsk             |                                                      | 28 de março de 1241 70/71 anos |
| Érico IV 28 de março de 1241 – 9 de agosto de 1250       |                                                       | c. 1216 filho de Valdemar II e Berengária de Portugal                          | Judite da Saxónia 17 de novembro de 1239 4 filhas    | 9 de agosto de 1250 34 anos    |
| Abel 1 de novembro de 1250 – 29 de junho de 1252         |                                                       | c. 1218 filho de Valdemar II e Berengária de Portugal                          | Matilde de Holstein 25 de abril de 1237 4 filhos     | 29 de junho de 1252 34 anos    |
| Cristóvão I 25 de dezembro de 1252 – 29 de maio de 1259  |                                                       | c. 1219 filho de Valdemar II e Berengária de Portugal                          | Margarida Sambiria c. 1248 5 filhos                  | 29 de maio de 1259 40 anos     |
| Érico V 29 de maio de 1259 – 22 de novembro de 1286      |                                                       | c. 1249 filho de Cristóvão I e Margarida Sambiria                              | Inês de Brandemburgo 11 de novembro de 1273 7 filhos | 22 de novembro de 1286 37 anos |
| Érico VI 22 de novembro de 1286 – 13 de novembro de 1319 |                                                       | c. 1274 filho de Érico V e Agnes de Brandemburgo                               | Ingeborg da Suécia junho de 1296 14 filhos           | 13 de novembro de 1319 45 anos |
| Cristóvão II 25 de janeiro de 1320 – 1326 (deposto)      |                                                       | 29 de setembro de 1276 filho de Érico V e Agnes de Brandemburgo                | Eufémia da Pomerânia c. 1300 6 filhos                | 2 de agosto de 1332 55 anos    |
| Valdemar III 1326 – 1330 (abdicou)                       |                                                       | c. 1314 filho de Érico II, Duque de Schleswig e Adelaide de Holstein-Rendsburg | Ricarda de Schwerin 2 filhos                         | 1364 50 anos                   |
| Cristóvão II 1330 – 2 de agosto de 1332                  |                                                       | 29 de setembro de 1276 filho de Érico V e Agnes de Brandemburgo                | Eufémia da Pomerânia c. 1300 6 filhos                | 2 de agosto de 1332 55 anos    |
| Interregnum (2 de agosto de 1332 – 21 de junho de 1340)  |                                                       |                                                                                |                                                      |                                |
| Valdemar IV 21 de junho de 1340 – 24 de outubro de 1375  |                                                       | c. 1320 filho de Cristóvão II e Eufêmia da Pomerânia                           | Edviges de Schleswig c. 1340 6 filhos                | 25 de outubro de 1375 55 anos  |
| Interregnum (24 de outubro de 1375 – 3 de maio de 1376)  |                                                       |                                                                                |                                                      |                                |

### Dinastia de Bjälbo
| Nome                                              | Retrato | Nascimento                                                   | Casamento    | Morte                        |
| ------------------------------------------------- | ------- | ------------------------------------------------------------ | ------------ | ---------------------------- |
| Olavo II 3 de maio de 1376 – 23 de agosto de 1387 |         | dezembro de 1370 filho de Margarida I e Haakon VI da Noruega | Não se casou | 23 de agosto de 1387 16 anos |

### Dinastia de Estridsen
| Nome                                                     | Retrato | Nascimento                                          | Casamento                                       | Morte                         |
| -------------------------------------------------------- | ------- | --------------------------------------------------- | ----------------------------------------------- | ----------------------------- |
| Margarida I 10 de agosto de 1387 – 28 de outubro de 1412 |         | c. 1353 filha de Valdemar IV e Edviges de Schleswig | Haakon VI da Noruega 9 de abril de 1363 1 filho | 28 de outubro de 1412 59 anos |

### Dinastia da Pomerânia
| Nome                                             | Retrato | Nascimento                                                                               | Casamento                                             | Morte                        |
| ------------------------------------------------ | ------- | ---------------------------------------------------------------------------------------- | ----------------------------------------------------- | ---------------------------- |
| Érico VII 28 de outubro de 1412 – 1439 (deposto) |         | c. 1381/1382 filho de Venceslau VII, Duque da Pomerânia e Maria de Mecklemburgo-Schwerin | Filipa da Inglaterra 26 de outubro de 1406 sem filhos | 3 de maio de 1459 76–78 anos |
| Interregnum (1439 – 9 de abril de 1440)          |         |                                                                                          |                                                       |                              |

### Dinastia de Palatinado-Neumarkt
| Nome                                                    | Retrato | Nascimento                                                                                | Casamento                                                  | Morte                        |
| ------------------------------------------------------- | ------- | ----------------------------------------------------------------------------------------- | ---------------------------------------------------------- | ---------------------------- |
| Cristóvão III 9 de abril de 1440 – 5 de janeiro de 1448 |         | 26 de fevereiro de 1416 filho de João, Conde Palatino de Neumarkt e Catarina da Pomerânia | Doroteia de Brandemburgo 12 de setembro de 1445 sem filhos | 5 de janeiro de 1448 31 anos |
| Interregnum (5 de janeiro – 1 de setembro de 1448)      |         |                                                                                           |                                                            |                              |

### Dinastia de Oldemburgo
| Nome                                                               | Retrato                                                                                     | Nascimento | Casamento(s)                                                           | Morte                           |
| ------------------------------------------------------------------ | ------------------------------------------------------------------------------------------- | --- | ---------------------------------------------------------------------- | ------------------------------- |
| Cristiano I 1 de setembro de 1448 – 21 de maio de 1481             |                                                                                             | fevereiro de 1426 filho de Teodorico, Conde de Oldemburgo e Edviges de Schauemburgo                                               | Doroteia de Brandemburgo 28 de outubro de 1449 5 filhos                | 21 de maio de 1481 55 anos      |
| João 21 de maio de 1481 – 20 de fevereiro de 1513                  |                                                                                             | 2 de fevereiro de 1455 filho de Cristiano I e Doroteia de Brandemburgo                                                            | Cristina da Saxônia 6 de setembro de 1478 5 filhos                     | 20 de fevereiro de 1513 58 anos |
| Cristiano II 22 de julho de 1513 – 20 de janeiro de 1523 (deposto) |                                                                                             | 1 de julho de 1481 filho de João e Cristina da Saxônia                                                                            | Isabel da Áustria 12 de agosto de 1515 6 filhos                        | 25 de janeiro de 1559 77 anos   |
| Frederico I 20 de janeiro de 1523 – 10 de abril de 1533            |                                                                                             | 7 de outubro de 1471 filho de Cristiano I e Doroteia de Brandemburgo                                                              | Ana de Brandemburgo 10 de abril de 1502 2 filhos                       | 10 de abril de 1533 61 anos     |
| Frederico I 20 de janeiro de 1523 – 10 de abril de 1533            | Sofia da Pomerânia 9 de outubro de 1518 6 filhos                                            | 7 de outubro de 1471 filho de Cristiano I e Doroteia de Brandemburgo                                                              |                                                                        | 10 de abril de 1533 61 anos     |
| Interregnum (10 de abril de 1533 – 4 de julho de 1534)             |                                                                                             | |                                                                        |                                 |
| Cristiano III 4 de julho de 1534 – 1 de janeiro de 1559            |                                                                                             | 12 de agosto de 1503 filho de Frederico I e Ana de Brandemburgo                                                                   | Doroteia de Saxe-Lauemburgo 29 de outubro de 1525 5 filhos             | 1 de janeiro de 1559 55 anos    |
| Frederico II 1 de janeiro de 1559 – 4 de abril de 1588             |                                                                                             | 1 de julho de 1534 filho de Cristiano III e Doroteia de Saxe-Lauemburgo                                                           | Sofia de Mecklemburgo-Güstrow 20 de julho de 1572 8 filhos             | 4 de abril de 1488 53 anos      |
| Cristiano IV 4 de abril de 1588 – 28 de fevereiro de 1648          |                                                                                             | 12 de abril de 1577 filho de Frederico II e Sofia de Mecklemburgo-Güstrow                                                         | Ana Catarina de Brandemburgo 27 de novembro de 1597 7 filhos           | 28 de fevereiro de 1648 70 anos |
| Frederico III 1 de maio de 1648 – 9 de fevereiro de 1670           |                                                                                             | 18 de março de 1609 filho de Cristiano IV e Ana Catarina de Brandemburgo                                                          | Sofia Amália de Brunsvique-Luneburgo 1 de outubro de 1643 8 filhos     | 9 de fevereiro de 1670 60 anos  |
| Cristiano V 9 de fevereiro de 1670 – 25 de agosto de 1699          |                                                                                             | 15 de abril de 1646 Frederico III e Sofia Amália de Brunsvique-Luneburgo                                                          | Carlota Amália de Hesse-Cassel 25 de junho de 1667 8 filhos            | 25 de agosto de 1699 53 anos    |
| Frederico IV 25 de agosto de 1699 – 12 de outubro de 1730          |                                                                                             | 11 de outubro de 1671 filho de Cristiano V e Carlota Amália de Hesse-Cassel                                                       | Luísa de Mecklemburgo-Güstrow 5 de dezembro de 1695 5 filhos           | 12 de outubro de 1730 59 anos   |
| Frederico IV 25 de agosto de 1699 – 12 de outubro de 1730          | Ana Sofia Reventlow 4 de abril de 1721 3 filhos                                             | 11 de outubro de 1671 filho de Cristiano V e Carlota Amália de Hesse-Cassel                                                       |                                                                        | 12 de outubro de 1730 59 anos   |
| Cristiano VI 12 de outubro de 1730 – 6 de agosto de 1746           |                                                                                             | 30 de novembro de 1699 filho de Frederico IV e Luísa de Mecklemburgo-Güstrow                                                      | Sofia Madalena de Brandemburgo-Kulmbach 7 de agosto de 1712 3 filhos   | 6 de agosto de 1746 46 anos     |
| Frederico V 6 de agosto de 1746 – 14 de janeiro de 1766            |                                                                                             | 31 de março de 1723 filho de Cristiano VI e Sofia Madalena de Brandemburgo-Kulmbach                                               | Luísa da Grã-Bretanha 11 de dezembro de 1743 5 filhos                  | 14 de janeiro de 1766 42 anos   |
| Frederico V 6 de agosto de 1746 – 14 de janeiro de 1766            | Juliana Maria de Brunsvique-Volfembutel 8 de julho de 1752 1 filho                          | 31 de março de 1723 filho de Cristiano VI e Sofia Madalena de Brandemburgo-Kulmbach                                               |                                                                        | 14 de janeiro de 1766 42 anos   |
| Cristiano VII 14 de janeiro de 1766 – 13 de março de 1808          |                                                                                             | 29 de janeiro de 1749 filho de Frederico V e Luísa da Grã-Bretanha                                                                | Carolina Matilde da Grã-Bretanha 8 de novembro de 1766 2 filhos        | 13 de março de 1808 59 anos     |
| Frederico VI 13 de março de 1808 – 3 de dezembro de 1839           |                                                                                             | 28 de janeiro de 1768 filho de Cristiano VII e Carolina Matilde da Grã-Bretanha                                                   | Maria Sofia de Hesse-Cassel 31 de julho de 1790 2 filhas               | 3 de dezembro de 1839 70 anos   |
| Cristiano VIII 3 de dezembro de 1839 – 20 de janeiro de 1848       |                                                                                             | 18 de setembro de 1786 filho de Frederico, Príncipe Hereditário da Dinamarca e Noruega e Sofia Frederica de Mecklemburgo-Schwerin | Carlota Frederica de Mecklemburgo-Schwerin 21 de junho de 1806 1 filho | 20 de janeiro de 1848 61 anos   |
| Cristiano VIII 3 de dezembro de 1839 – 20 de janeiro de 1848       | Carolina Amália de Schleswig-Holstein-Sonderburg-Augustenburg 22 de maio de 1815 sem filhos | 18 de setembro de 1786 filho de Frederico, Príncipe Hereditário da Dinamarca e Noruega e Sofia Frederica de Mecklemburgo-Schwerin |                                                                        | 20 de janeiro de 1848 61 anos   |
| Frederico VII 20 de janeiro de 1848 – 15 de novembro de 1863       |                                                                                             | 6 de outubro de 1808 filho de Cristiano VIII e Carlota Frederica de Mecklemburgo-Schwerin                                         | Guilhermina Maria da Dinamarca 1 de novembro de 1828 sem filhos        | 15 de novembro de 1863 55 anos  |
| Frederico VII 20 de janeiro de 1848 – 15 de novembro de 1863       | Carolina de Mecklemburgo-Strelitz 10 de junho de 1841 sem filhos                            | 6 de outubro de 1808 filho de Cristiano VIII e Carlota Frederica de Mecklemburgo-Schwerin                                         |                                                                        | 15 de novembro de 1863 55 anos  |

### Dinastia de Eslésvico-Holsácia-Sonderburgo-Glucksburgo
| Nome                                                        | Retrato | Nascimento | Casamento                                                         | Morte                         |
| ----------------------------------------------------------- | ------- | --- | ----------------------------------------------------------------- | ----------------------------- |
| Cristiano IX 15 de novembro de 1863 – 29 de janeiro de 1906 |         | 8 de abril de 1818 filho de Frederico Guilherme, Duque de Schleswig-Holstein-Sonderburg-Glücksburg e Luísa Carolina de Hesse-Cassel | Luísa de Hesse-Cassel 26 de maio de 1842 6 filhos                 | 29 de janeiro de 1906 87 anos |
| Frederico VIII 29 de janeiro de 1906 – 14 de maio de 1912   |         | 3 de junho de 1843 filho de Cristiano IX e Luísa de Hesse-Cassel                                                                    | Luísa da Suécia 28 de julho de 1869 8 filhos                      | 14 de maio de 1912 68 anos    |
| Cristiano X 14 de maio de 1912 – 20 de abril de 1947        |         | 26 de setembro de 1870 filho de Frederico VIII e Luísa da Suécia                                                                    | Alexandrina de Mecklemburgo-Schwerin 26 de abril de 1898 2 filhos | 20 de abril de 1947 76 anos   |
| Frederico IX 20 de abril de 1947 – 14 de janeiro de 1972    |         | 11 de março de 1899 filho de Cristiano X e Alexandrina de Mecklemburgo-Schwerin                                                     | Ingrid da Suécia 24 de maio de 1935 3 filhas                      | 14 de janeiro de 1972 72 anos |
| Margarida II 14 de janeiro de 1972 – 14 de janeiro de 2024  |         | 16 de abril de 1940 filha de Frederico IX e Ingrid da Suécia                                                                        | Henrique de Laborde de Monpezat 10 de junho de 1967 2 filhos      |                               |
| Frederico X 14 de janeiro de 2024 – presente                |         | 26 de maio de 1968 filho de Margarida II e Henrique de Laborde de Monpezat                                                          | Maria Isabel Donaldson 14 de maio de 2004 4 filhos                |                               |

## Árvore Genealógica
- Cristiano I da Dinamarca 1426-1481)
  -  João da Dinamarca (1455-1513)
    -  Cristiano II da Dinamarca (1481-1559)

  -  Frederico I da Dinamarca (1471-1533)
    -  Cristiano III da Dinamarca (1503-1559)
      -  Frederico II da Dinamarca (1534-1588)
        -  Cristiano IV da Dinamarca (1577-1648)
          -  Frederico III da Dinamarca (1609-1670)
            -  Cristiano V da Dinamarca (1646-1699)
              -  Frederico IV da Dinamarca (1671-1730)
                -  Cristiano VI da Dinamarca (1699-1746)
                -  Frederico V da Dinamarca (1723-1766)
                  -  Cristiano VII da Dinamarca (1749-1808)
                    -  Frederico VI da Dinamarca (1768-1839)

                  - Frederico, Príncipe Hereditário da Dinamarca (1753-1805)
                    -  Cristiano VIII da Dinamarca (1786-1848)
                      -  Frederico VII da Dinamarca (1808-1863)

      - João II, Duque de Eslésvico-Holsácia-Sonderburgo-Plön (1545-1622)
        - Alexandre, Duque de Schleswig-Holstein-Sonderburg (1573-1627)
          - Augusto Filipe, Duque de Schleswig-Holstein-Sonderburg-Beck (1612-1675)
            - Frederico Luís, Duque de Schleswig-Holstein-Sonderburg-Beck (1653-1728)
              - Pedro Augusto, Duque de Schleswig-Holstein-Sonderburg-Beck (1697-1775)
                - Carlos Antônio Augusto de Eslésvico-Holsácia-Sonderburgo-Beck (1727-1759)
                  - Frederico Carlos Luís, Duque de Eslésvico-Holsácia-Sonderburgo-Beck (1757-1816)
                    - Frederico Guilherme, Duque de Eslésvico-Holsácia-Sonderburgo-Glucksburgo (1785-1831)
                      -  Cristiano IX da Dinamarca (1818-1906)
                        -  Frederico VIII da Dinamarca (1843-1912)
                          -  Cristiano X da Dinamarca (1870-1947)
                            -  Frederico IX da Dinamarca (1899-1972)
                              -  Margarida II da Dinamarca (n. 1940)
                                -  Frederico X da Dinamarca (n. 1968)
                                  -  Cristiano, Príncipe Herdeiro da Dinamarca (n. 2005)